# Smlouvy o přátelství, spolupráci a vzájemné pomoci Ruské federace s Doněckou lidovou republikou a Luhanskou lidovou republikou
Smlouvy o přátelství, spolupráci a vzájemné pomoci s Doněckou lidovou republikou a Luhanskou lidovou republikou jsou mezinárodní smlouvy mezi Ruskou federací a separatistickými neuznanými Doněckou a Luhanskou lidovou republikou.

## Historie
21. února 2022 ruský prezident Vladimir Putin uznal nezávislost Doněcké a Luhanské lidové republiky. Oficiálním zástupcem prezidenta Ruska ve Státní dumě pro otázky uzavírání dohod s republikami byl jmenován náměstek ministra zahraničních věcí Andrej Ruděnko.
Dne 22. února 2022 Státní duma Ruska ratifikovala smlouvy. Ve stejný den byla dohoda s DLR ratifikována Lidovou radou Doněcké lidové republiky  a podepsána šéfem DLR Denisem Pušilinem, pro ratifikaci hlasovalo 87 poslanců parlamentu DLR. Téhož dne byla dohoda s LLR ratifikována parlamentem LLR, jehož ratifikaci podpořilo všech 46 poslanců, a poté byla podepsána šéfem LLR Leonidem Pasečnikem.

## Obsah
Podle ustanovení smluv budou strany budovat vztahy na základě „vzájemného respektu ke státní suverenitě a územní celistvosti, pokojného řešení sporů a nepoužití síly nebo hrozby silou, včetně ekonomických a jiných způsobů nátlaku. " Dokumenty navíc určují, že strany budou úzce spolupracovat v oblasti zahraniční politiky. Strany budou konzultovat „za účelem zajištění společné obrany, udržení míru a vzájemné bezpečnosti“. „Během těchto konzultací bude stanovena potřeba, druhy a výše pomoci, kterou jedna smluvní strana poskytne druhé smluvní straně, aby pomohla eliminovat vzniklou hrozbu,“ píše se v textu smluv.